# Кверчапијана II (Кампобасо)
Кверчапијана II је насеље у Италији у округу Кампобасо, региону Молизе.
Према процени из 2011. у насељу је живело 20 становника. Насеље се налази на надморској висини од 664 м.